# Robert Patterson (chính trị gia)
Robert Patterson là một chính trị gia ở Alberta, Canada.
Patterson đã được chọn trong cuộc bầu cử Hội đồng Lập Pháp Alberta vào ngày 3 tháng 10, năm 1910. Ông thắng cuộc bầu cử với tư cách là ứng cử viên được chọn bởi nông dân với một chiến thắng quyết định đánh bại Liberal Edward Maunsell. Ông không bị chống đối từ các phe đối lập khác trong thời gian đó, đảng Bảo thủ và đảng Xã hội. Sự chiến thắng lớn của ông đã bị lu mờ vì bị đánh bại bởi Ezra Riley trong cuộc bầu cử ở Gleichen trong ngày hôm đó.
Mặc dù ông đang giữ danh hiệu bầu chọn bởi nông dân, Patterson đã họp kín với vị trí là đảng viên Bảo thủ trong cơ quan lập pháp. Ông đã được giới thiệu với Hội đồng bởi Edward Michener, người dẫn đầu đảng Bảo thủ như là việc một người thủ lĩnh làm với một người mới tham gia hội đồng. Ông đã thề và có được một ghế trong Hội đồng vào ngày 10 tháng 11 năm đó.
Patterson đã chạy đua cho nhiệm kỳ thứ hai ở Cuộc bầu cử chung ở Alberta ông đã thắng công khai Thủ tướng Arthur Lewis Sifton trong một hồ sơ cao và cuộc đua sôi nổi. Sifton đã chạy đua trong 2 cuộc bầu cử và được cho một ghế trong khu vực bầu cử ở Vermilion.
Patterson đã bị đánh bại sau đó trong cuộc chạy đua vào nhiệm kỳ thứ 3 trong cơ quan lập pháp. Trong cuộc bầu cử chung ở Alberta năm 1917 ông đã bị đánh bại bởi George Skelding từ đảng Tự do bởi 100 số phiếu bầu.